# Phyllomya annularis
Phyllomya annularis är en tvåvingeart som först beskrevs av Villeneuve 1937.  Phyllomya annularis ingår i släktet Phyllomya och familjen parasitflugor. Inga underarter finns listade i Catalogue of Life.